# Hoogaars
Een hoogaars is een zeilschip.

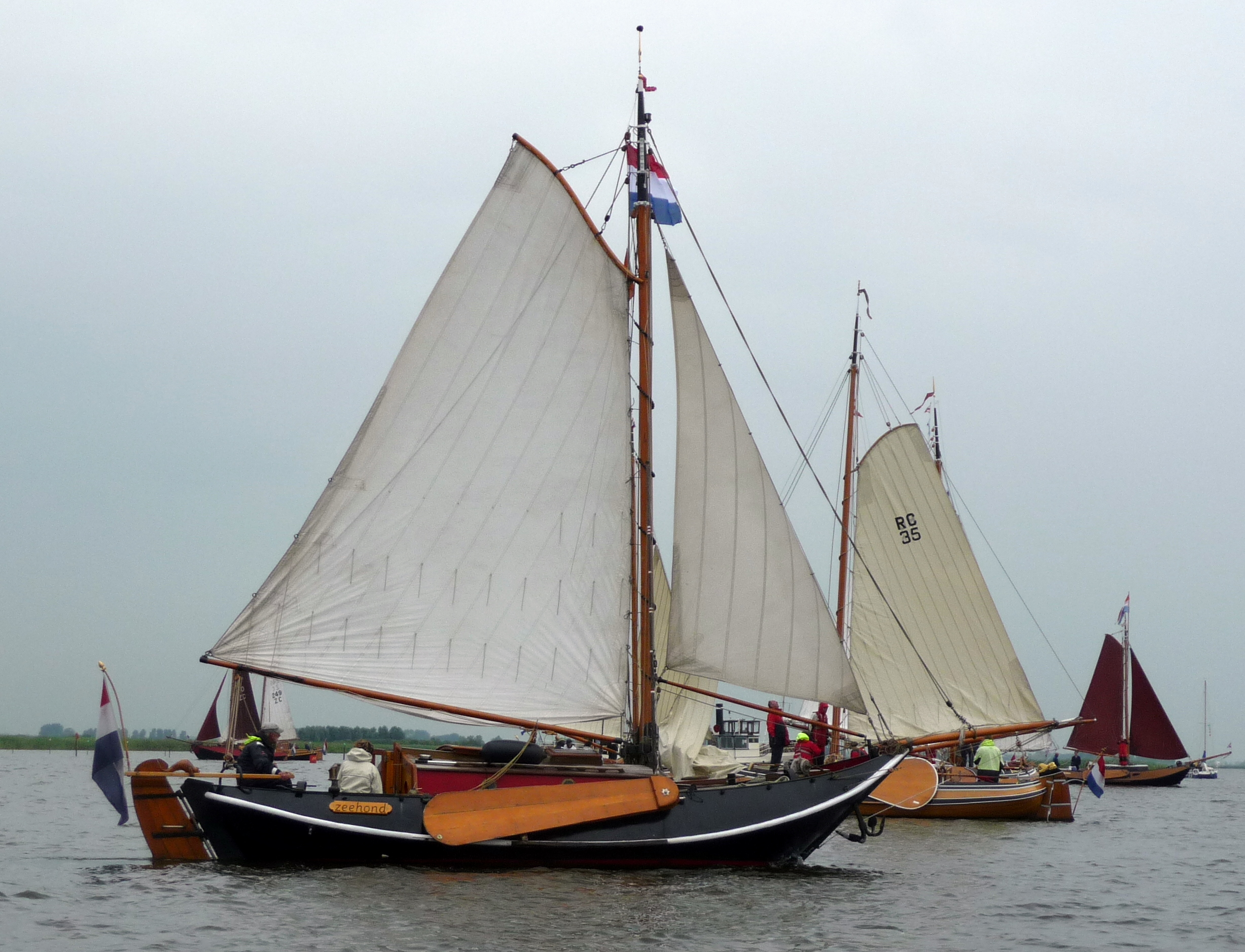
De Zeehond tijdens het admiraalzeilen bij de VSRP lustrumreünie 2010

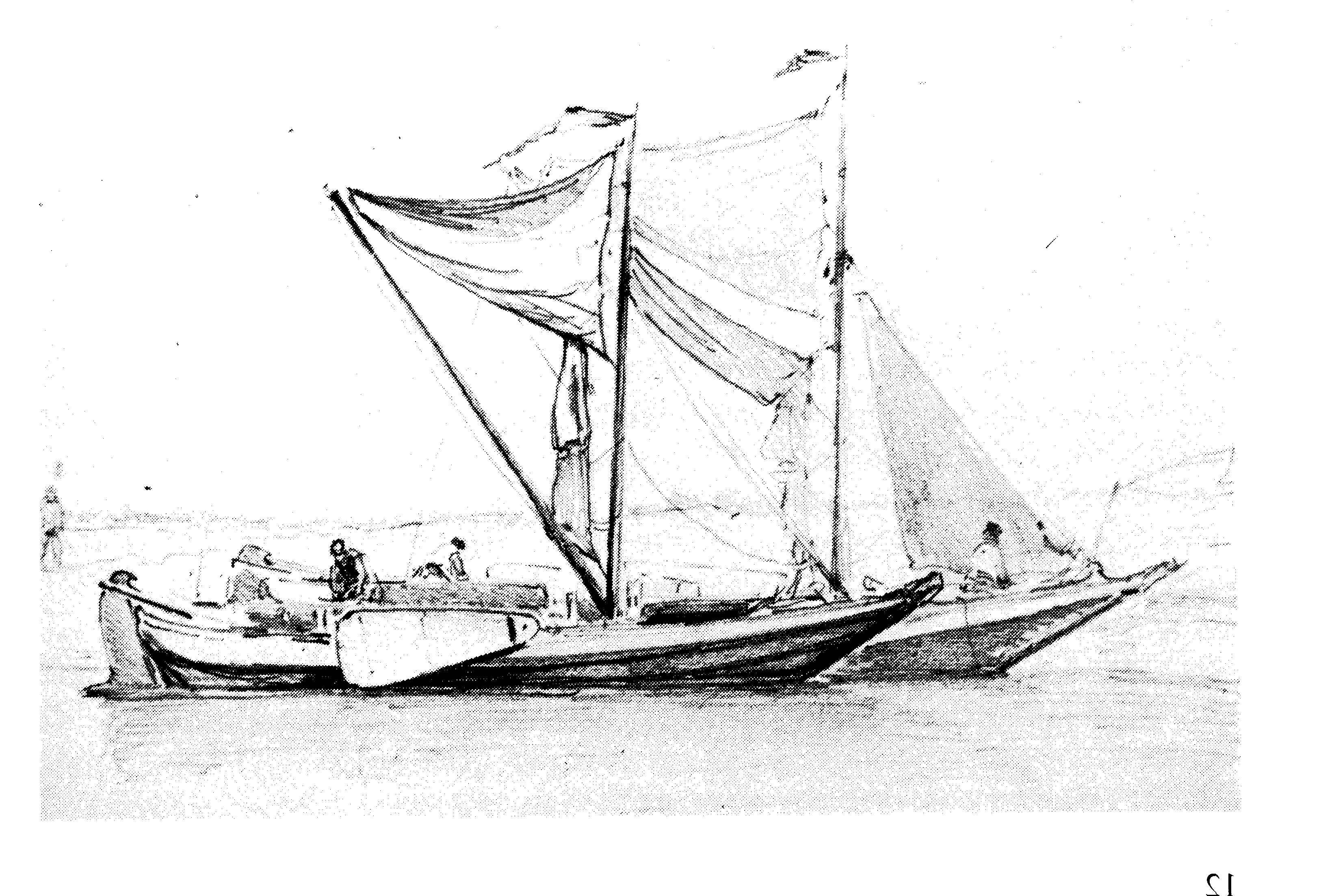
Toegeschreven aan Paul Jan Clays (1817 - 1900)

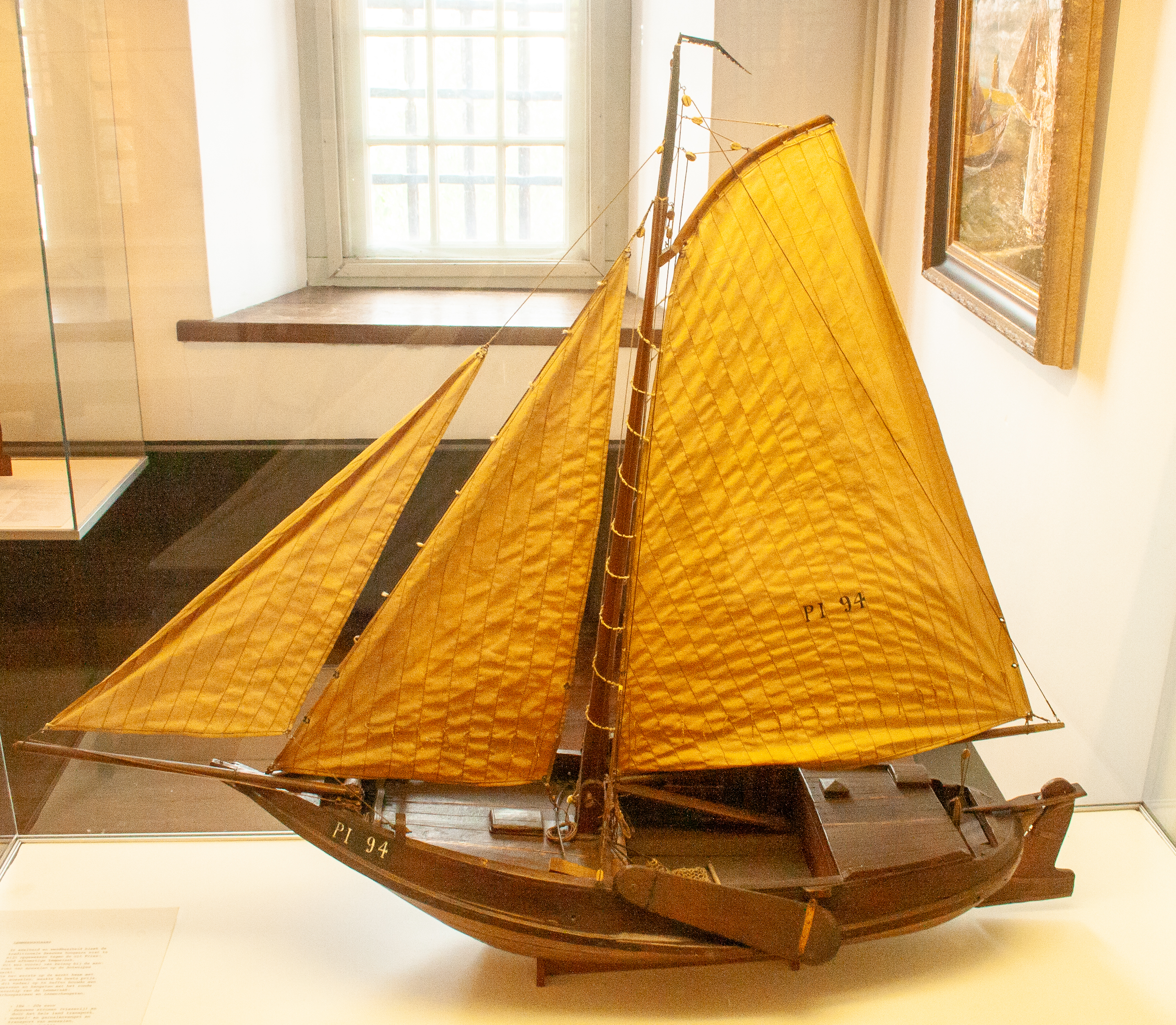
Lemmerhoogars

Het werd voornamelijk gebruikt in de Zeeuwse visserij. De naam komt voor het eerst voor in de 16e eeuw als een opgeboeid klein vrachtscheepje van de boven Maas en de Lek en IJssel. In de 18e eeuw was zij al ontwikkeld tot een volwaardig vissersschip.

## Kenmerken
Het is als type een platbodem met een smal vlak. Kenmerkend zijn verder de rechte sterk voorover hellende steven, het geveegde ondiepe achterschip, de grootste diepgang lag niet zoals gebruikelijk bij de meeste platbodems op 1/3 van de lengte onder de plaats van de mast, maar geheel voorlijk bij de aansluiting van het vlak en voorsteven. En een breed roer dat dieper ging dan de achtersteven. Een bun was niet aanwezig.

## Typen
Arnemuidense hoogaars (werf Meerman), Tholense hoogaars, Kinderdijkse hoogaars, platte duivelanders of genoemd naar de werf waar ze waren gebouwd hoogaars van "De Klerk"of "Verras". Een hoogaars met een rond gebouwd achterschip werd Lemmer hoogaars genoemd.

## Gebruik
De hoogaars werd hoofdzakelijk gebruikt voor de mossel- en oesterculturen en het vissen op schelpen en kokkels of kokhanen.
Op beperkte schaal werd er met netten gevist (kust- en brakwatervisserij) maar de grotere hoogaarzen werden ook veel gebruikt als vrachtvaarder en lichter.
Er zijn door de fam. Duivendijk en anderen ook veel hoogaarzen als jacht gebouwd in de eerste helft van de 20e eeuw.

## Bouwwijze
De hoogaarzen waren in de eerste tijd allen overnaads gebouwd, maar na ongeveer 1900 werd er voornamelijk gladboordig gebouwd. Tot ongeveer 1850 hadden ze allen een scherp achterschip, maar daarna werd dat rond gebouwd in navolging van de Lemsteraak. Ook bij andere Zeeuwse zeilschepen zoals de lemmerhengst was dit het geval.

## Tegenwoordig
Hoogaarzen die nog varen, behoren tot wat genoemd wordt de bruine vloot en zijn ingeschreven in het Stamboek Ronde en Platbodemjachten. Sinds 1990 bestaat er een stichting die het behoud van de hoogaars nastreeft.